# 2015광주하계유니버시아드대회 조직위원회
2015광주하계유니버시아드대회 조직위원회는 광주하계유니버시아드 대회준비 및 운영을 효율적으로 수행함으로써 참가국간 우정과 이해를 깊게 하고, 세계 스포츠의 발전과 더불어 전 세계가 화합하는 공동의 장 마련을 위하여 2010년 2월 2일 설립된 문화체육관광부 소관의 특수법인이다. 사무실은 광주광역시 서구 치평동 1200에 있다.

## 주요 업무
- 대회준비․운영과 재원조달 및 집행
- 대회 종합계획 및 세부운영계획 수립․실행
- 경기장시설, 지원시설, 숙박시설 등 제반시설의 확보․운영
- 정부, 지방자치단체, 유관기관 및 관련 국제기구 등과의 업무협조
- 기타 조직위원회의 목적달성에 필요한 사업

## 같이 보기
- 광주하계유니버시아드